# Kostel svatého Marka (Fryštát)
Kostel sv. Marka (zastarale také Pohřební kostel) je klasicistní filiální kostel nacházející se v Karviné v městské části Fryštát. Spadá pod římskokatolickou církev a je zasvěcen sv. Markovi. Kostel pochází z roku 1774, původně se však na jeho místě nacházel dřevěný protestantský kostel z roku 1569, který byl po třicetileté válce katolíky zabaven. Starý kostel byl pak v roce 1773 zbourán a nahrazen kostelem zděným. Po požáru v roce 1823 byl zrekonstruován a upraven do dnešní klasicistní podoby. Je chráněn jako kulturní památka České republiky.

## Historie
Historie kostela a jeho založení souvisí s reformací, která se v 2. polovině 16. století šířila zdejší oblastí Těšínska. Těšínský kníže Fridrich Kazimír, jenž se k protestantismu hlásil, nechal v roce 1568 povolat do Fryštátu evangelického pastora Jakuba Preisse z Brzegu a o rok později dal poblíž městských hradeb postavit protestantský kostel. Kostel ze dřeva se nacházel na nově založeném hřbitově, a sloužil tedy ke konání pohřebních bohoslužeb (díky tomu se mu později začalo říkat Pohřební kostel). K ostatním obřadům sloužil nedaleký kostel Nanebevzetí Panny Marie, dnes známý jako kostel Povýšení svatého Kříže.
Během třicetileté války bylo v roce 1627 vydáno Obnovené zřízení zemské, které mj. ustanovilo katolictví jako jediné povolené vyznání. Následující rok tedy došlo k uzavření všech nekatolických kostelů na Těšínsku, včetně Pohřebního kostela. V roce 1654 byl kostel evangelické církvi odebrán, připadl církvi katolické a po jeho opětovném vysvěcení pak znovu plnil svůj původní účel. Kostel však časem chátral, a tak místní farář Augustin Fojcik rozhodl v roce 1773 o jeho stržení. Na stejném místě byl pak o rok později postaven zděný kostel v klasicistním slohu, zasvěcený svatému Markovi. Na jeho stavbu přispěl i majitel města, irský šlechtic Mikuláš Taafe z Calingfordu.
O pár let později, v roce 1781, zasáhl Fryštát ničivý požár, který kostel vážně poškodil a narušil jeho statiku. Po základních opravách však kostel postihlo roku 1786 zemětřesení, jež zanechalo v jeho zdech velké trhliny. Další katastrofou byl pak požár v roce 1823. Zchátralého kostela se ujal stavitel Vavřinec Müller, který na své vlastní náklady provedl v letech 1823–1826 jeho rekonstrukci. Stavba se zvýšila o 1,5 m a věž dostala svou dnešní typickou cibulovitou střechu. Nad nový oltář byl také pověšen obraz Svatý Jan v poušti, který kostelu daroval hrabě Jindřich Larisch-Mönnich. Obraz byl původně v rodinné hrobce v zámeckém parku. Později přibyly také nové varhany a obraz svatého Marka z roku 1863 od Gabriela Preisse.
Další rekonstrukcí prošel kostel až v letech 1996–1997, kostelu však byla zachována jeho podoba z roku 1826. Kostel již neslouží svému původnímu pohřebnímu účelu, občas se zde však konaly mše a příležitostně i prohlídky kostela.
V roce 2014 kostel svatého Marka prošel generální opravou. Byla vyměněna střecha a krov lodi, věž získala nové opláštění. Byla opravena fasáda, okna a dveře byly repasovány. Interiér kostela byl vymalován, vyměněna elektroinstalace, křížová cesta a sochy byly restaurovány. Opravy byly hrazeny z fondů EU prostřednictvím Regionálního operačního programu regionu soudržnosti Moravskoslezsko a za pomoci Nadace OKD. Kostel je využíván jako ekumenický, bohoslužby v něm slouží tři církve.

## Architektura
Kostel je postaven v čistě klasicistním stylu. Je tvořen jednou lodí s trojbokým kněžištěm a v západním průčelí s hranolovou věží a vchodem v podvěží. Boční zdi jsou prolomeny okny s vnitřním segmentovým, z vnějšku polygonálním, záklenkem V jihovýchodní zdi je pak umístěn boční vchod, který se jako jediný používá pro vstup do kostela. Vedle něj se nachází náhrobní kámen fryštátského faráře Josefa Plasuna z roku 1864. Loď je plochostropá, kruchta podklenuta valeně. Na evangelijní straně kněžiště je přistavěna čtyřboká sakristie.

### Interiér
Hlavní oltář s pozlaceným svatostánkem se nachází ve vyvýšeném kněžišti. Nad svatostánkem jsou obrazy Svatý Marek a pod ním Svatý Jan v poušti. Na hudební kruchtě jsou umístěny novodobé varhany a harmonium z roku 1828, které byly vyrobeny u c. k. dvorního varhanáře T. Kotykiewicze. Na stěnách je rozmístěna křížová cesta.
Uvnitř kostela je umístěn také barokní náhrobek Benigny Haugwitzové z Gašína z roku 1674, který se původně nacházel na hřbitově u kostela.

## Zvony
Po ukončené rekonstrukci v roce 1826 byly do věže kostela zavěšeny dva zvony, které byly ulity v roce 1823 u zvonaře Jana Zukowského v Ustroni.
Nové zvony byly vysvěceny a zavěšeny 20. září 2014.Tři zvony byly ulity ve zvonařské dílně Felzcynski v polské Přemyšli. Největší zvon nese jméno sv. Marek a váží 220 kg, ladění tón d, střední zvon nese jméno sv. František, váží 150 kg laděn na tón e, nejmenší sv. Florián váží 100 kg tón fis. Zvony posvětil biskup František Lobkowicz.

## Okolí kostela

### Kříž
V těsné blízkosti kostela se nachází novobarokní kamenný kříž z roku 1879. Na jeho místě se původně nacházel dřevěný kříž, který sem byl přemístěn z náměstí. Dnes se dřevěný kříž nachází v kostelu Povýšení sv. Kříže. Při opravě kostela v roce 2014 byl kříž přemístěn k hlavnímu vchodu kostela (na epištolní stranu).

### Socha sv. Floriána
Polychromovaná novobarokní socha sv. Floriána pochází z roku 1898. Je zhotovena z pískovce a původně se nacházela na křižovatce ulic Fryštátská a Lázeňská, odkud byla přemístěna kvůli opravě komunikací. Svatý Florián, jakožto patron hasičů, měl za úkol chránit Fryštát před požáry, které město několikrát postihly a napáchaly vážné škody. Je zde vyobrazen ve své zbroji, s vědrem vody v pravé ruce, jak hasí požár. V roce 2000 byla socha zrestaurována. V roce 2014 byla znovu restaurována do původní podoby bez polychromie a přemístěna do úrovně kostelní věže před boční vchod.

## Galerie

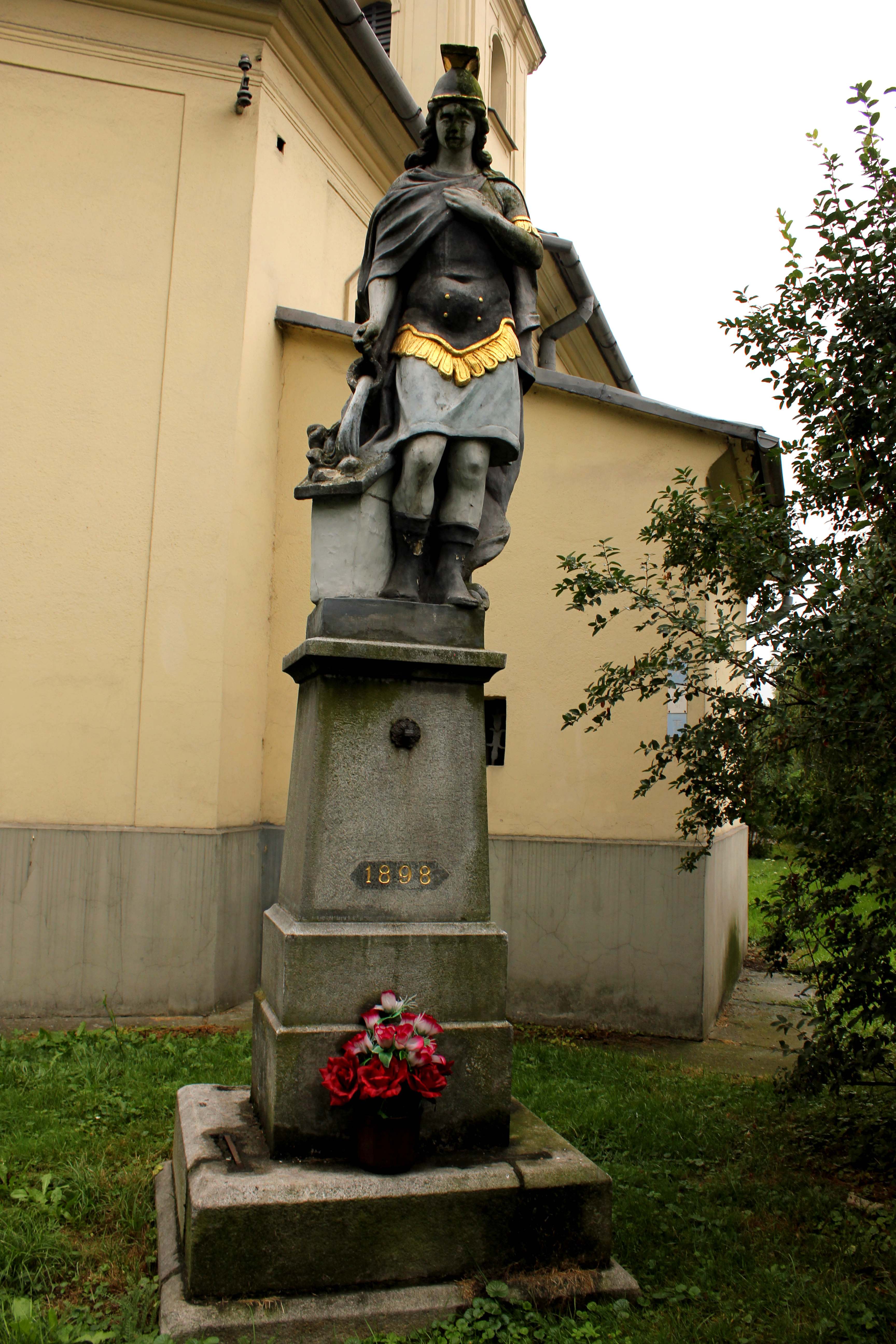
Socha sv. Floriána
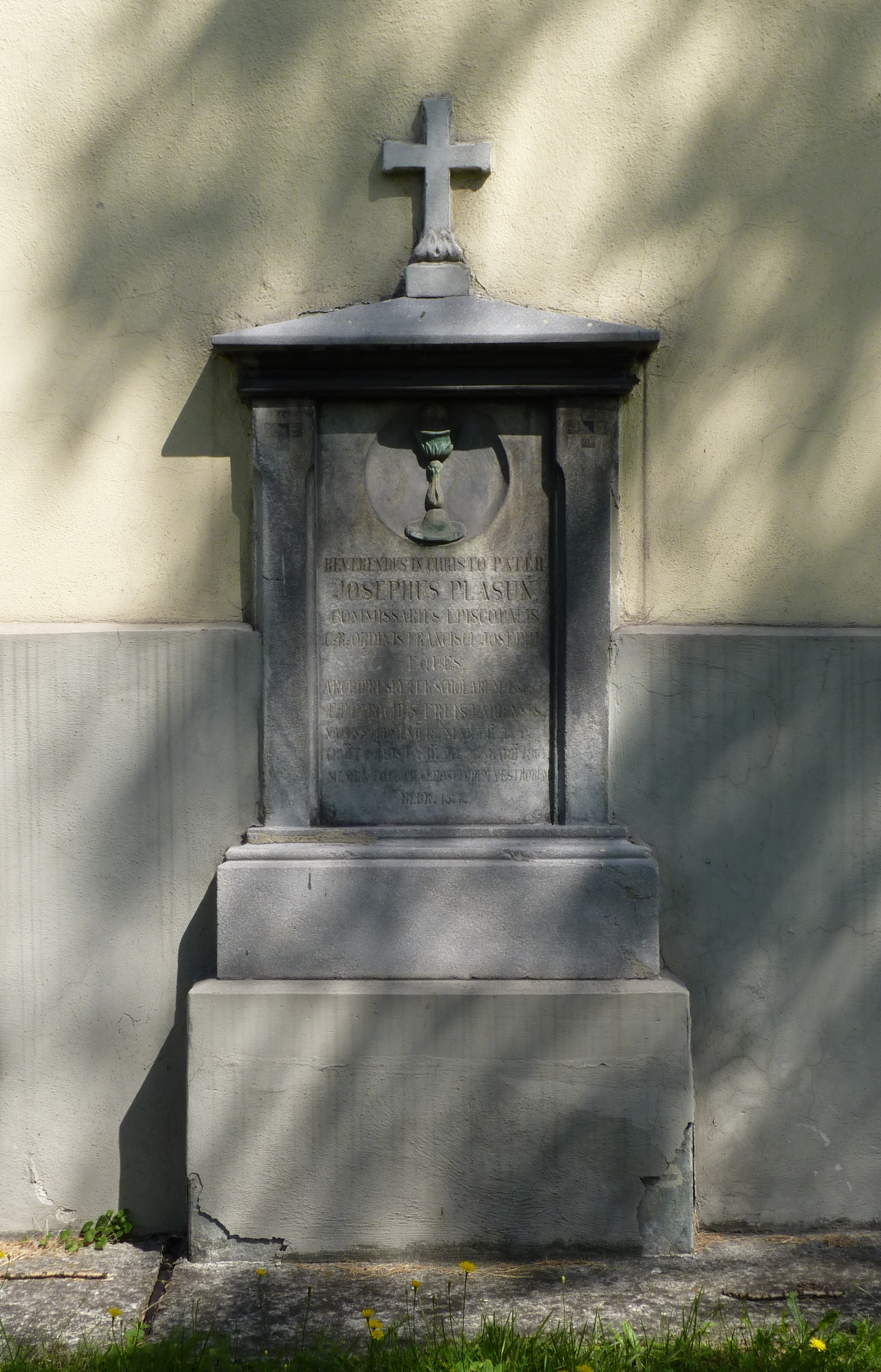
Náhrobní kámen faráře Josefa Plasuna
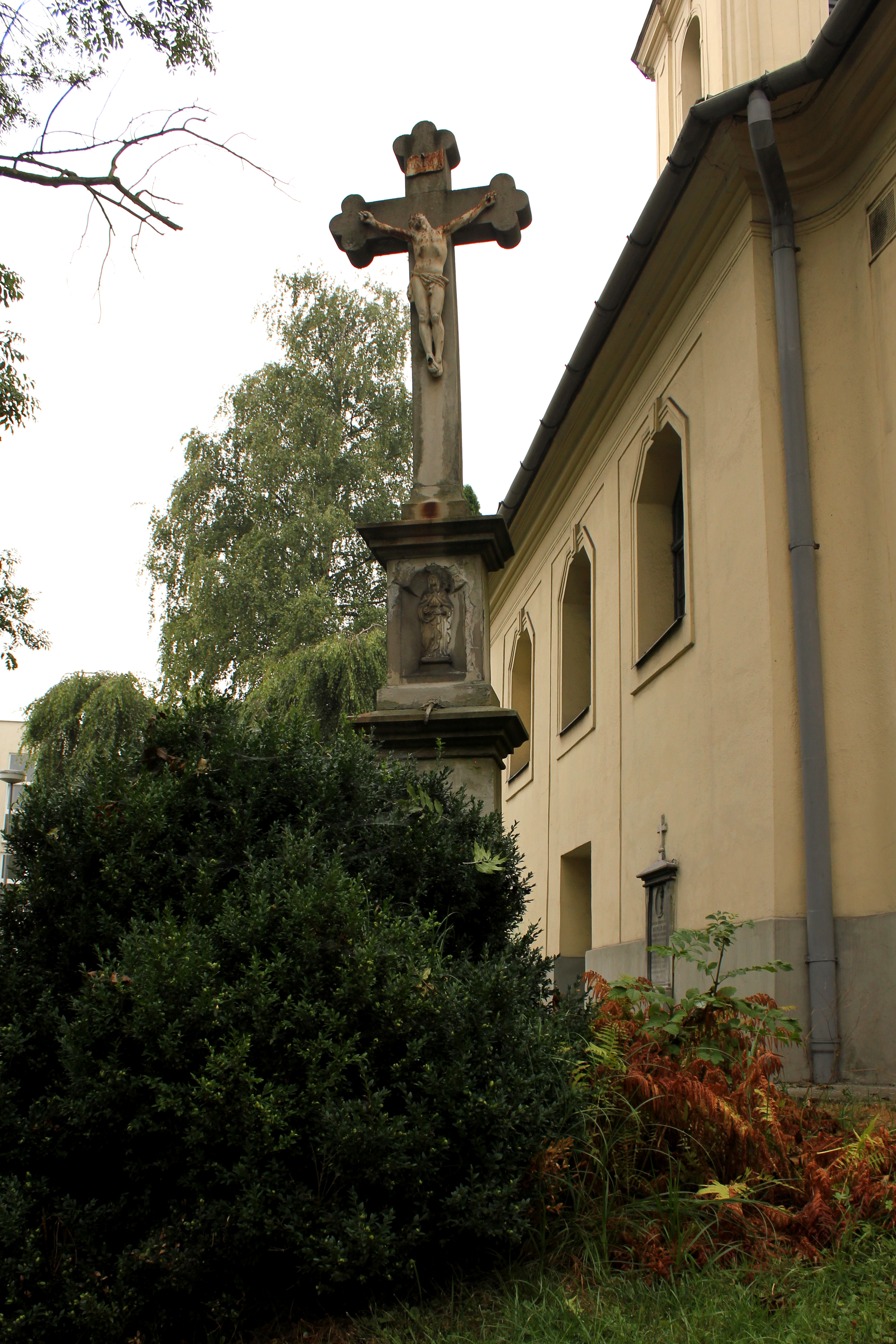
Kříž z roku 1879
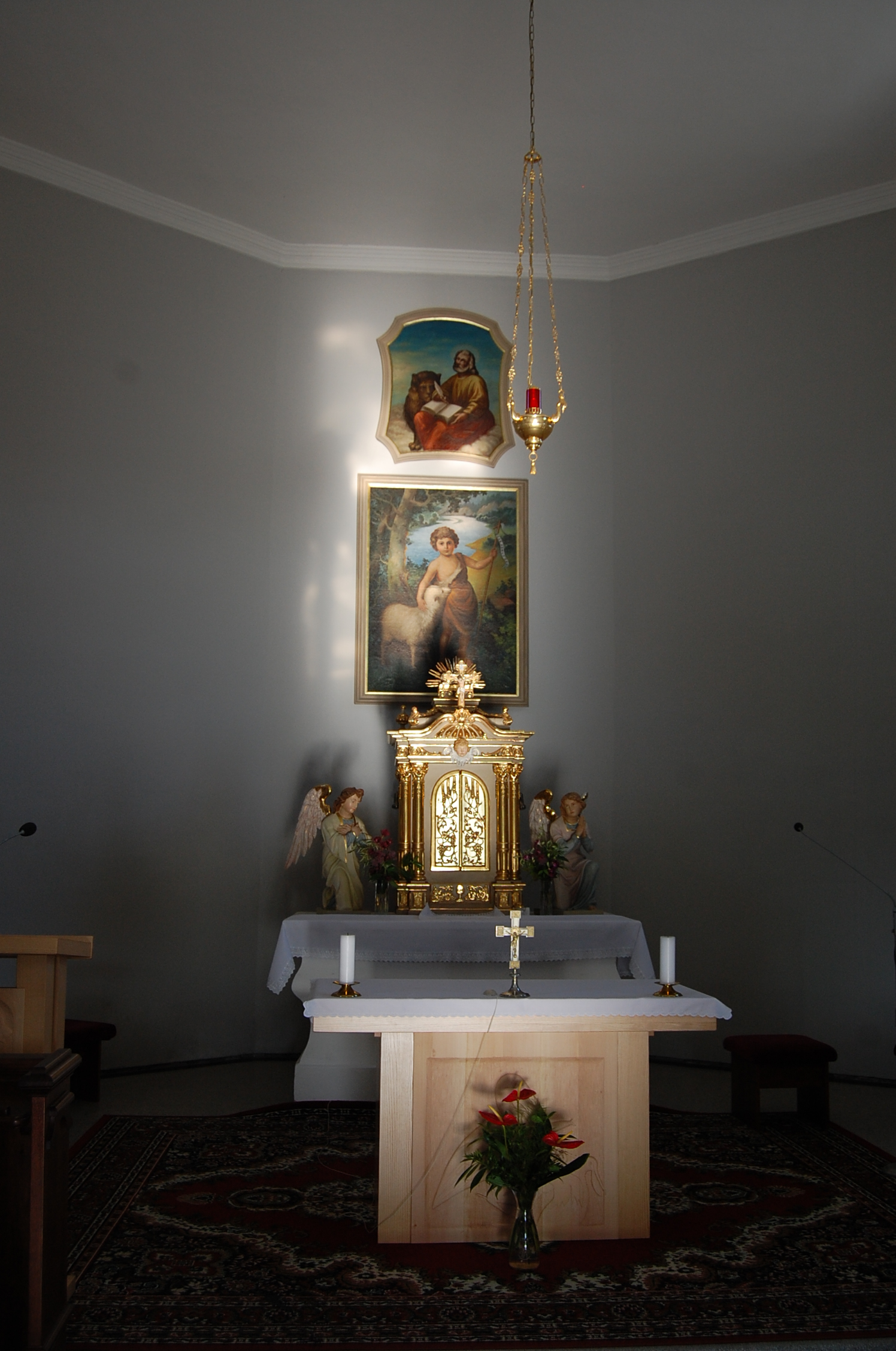
Hlavní oltář a obrazy Svatý Marek a Svatý Jan v poušti
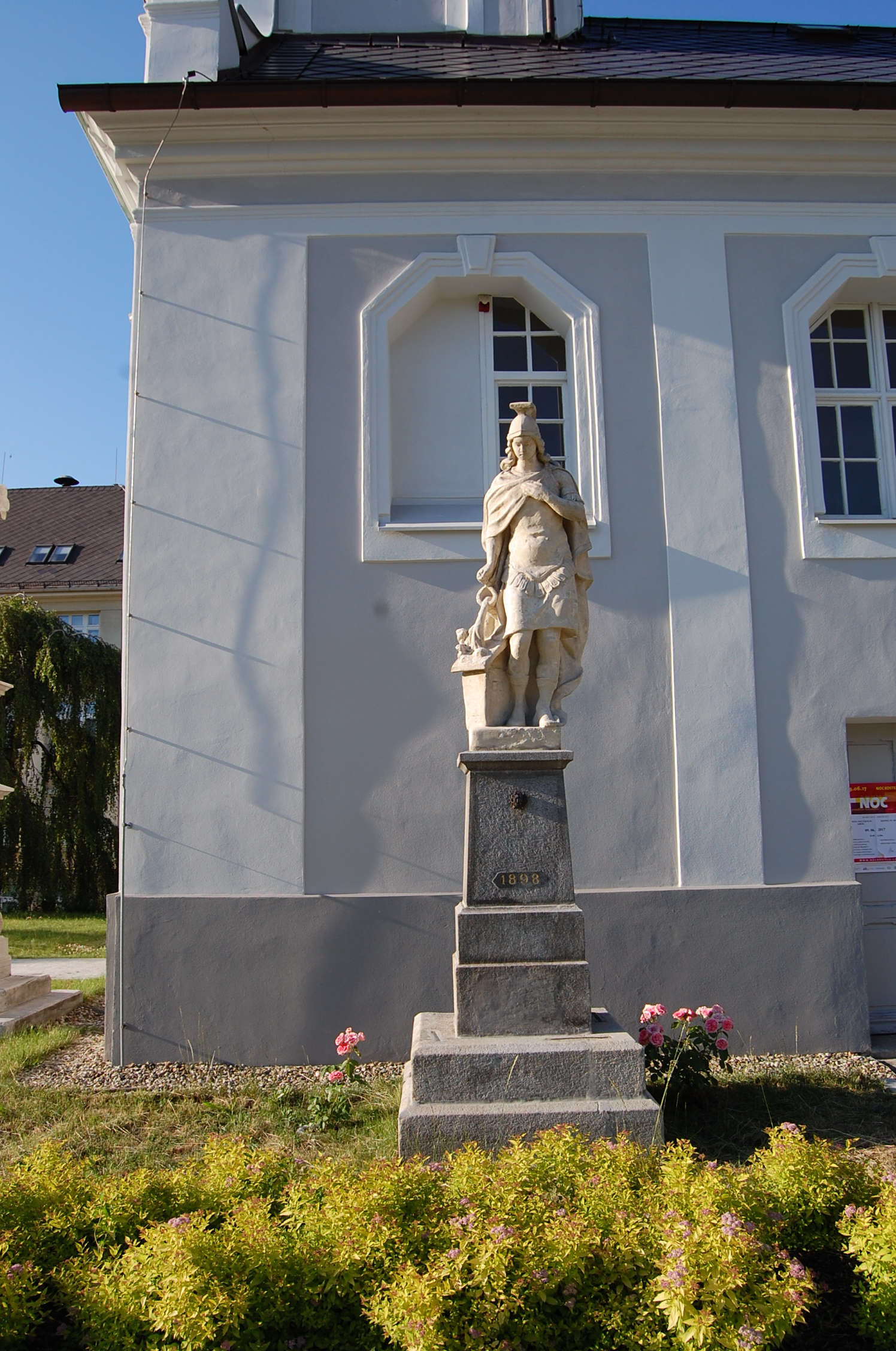
Svatý Florián v roce 2017 po restaurování na novém místě
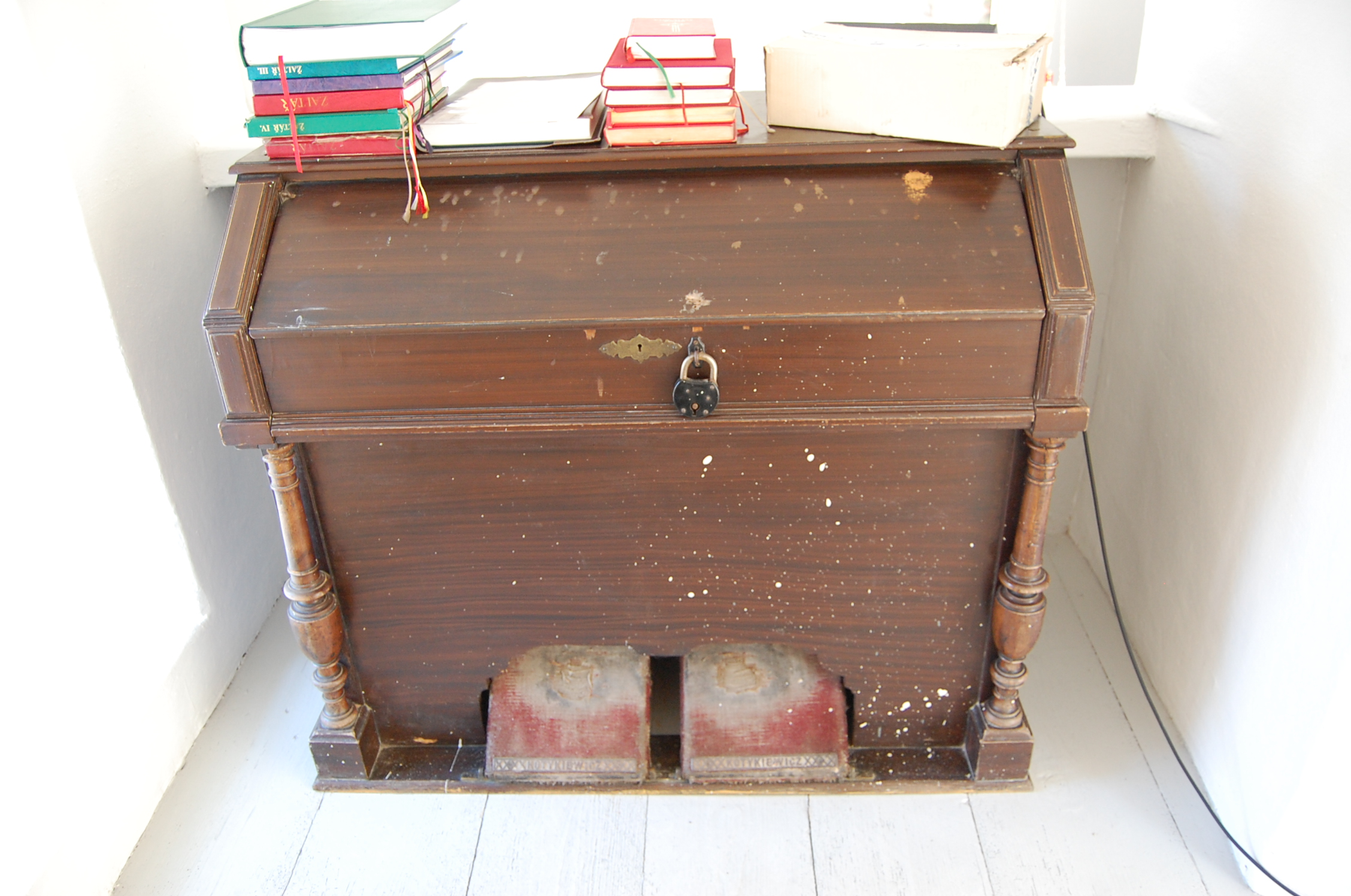
Harmonium z roku 1828
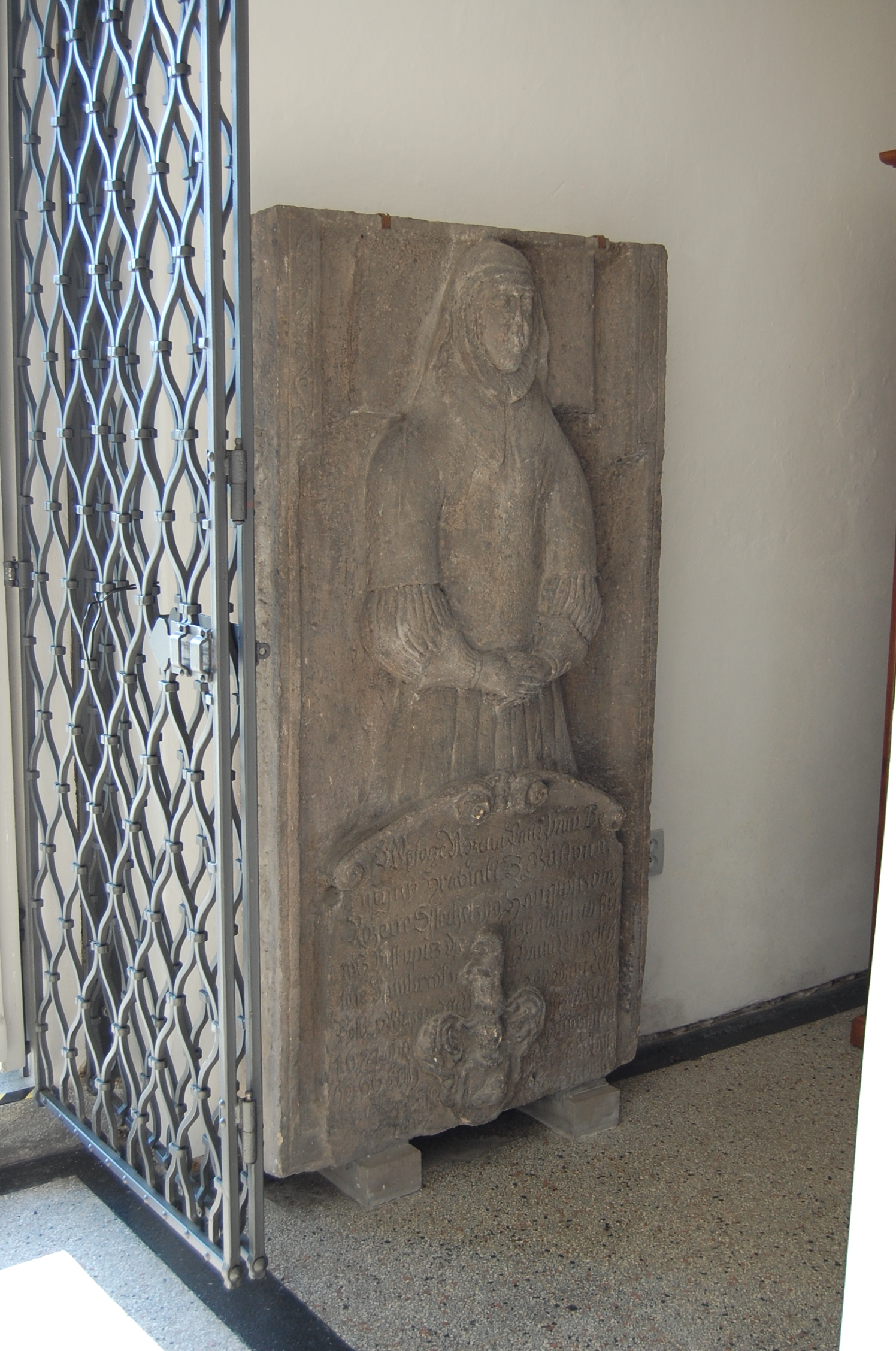
Barokní náhrobek Benigny Haugwitzové z Gašína z roku 1674
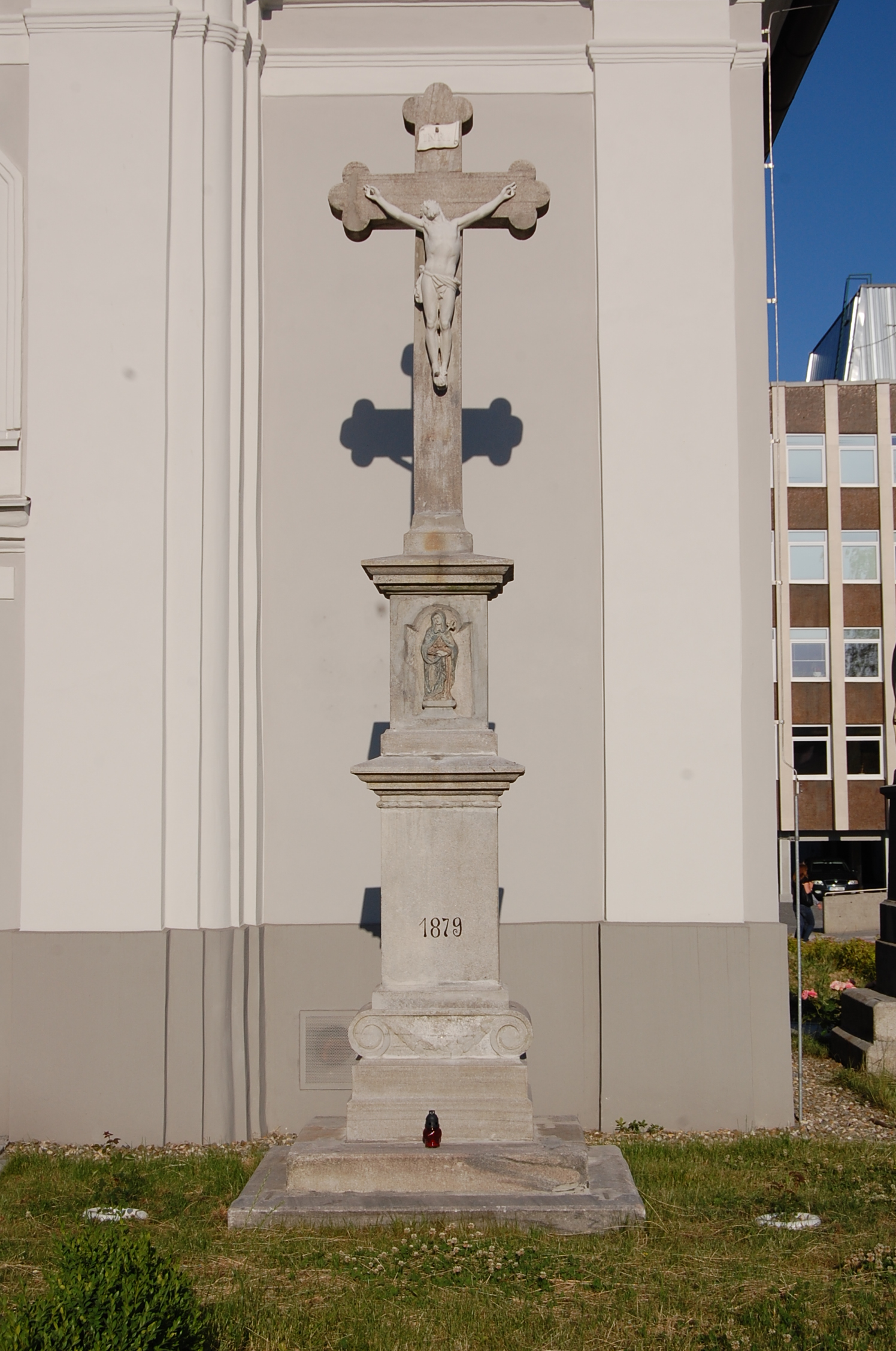
Novobarokní kamenný kříž z roku 1879 po restaurování v roce 2017 na novém místě